# アザンデ族

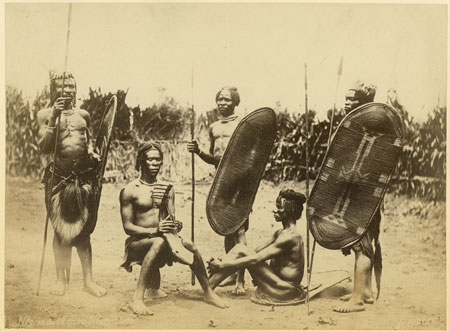

ザンデ族  はアフリカ大陸の現在の南スーダン、中央アフリカ、コンゴ民主共和国にかけて分布するスーダン系民族、ナイル系民族、バントゥー系諸族の混血民族の総称。約75万人が該当。

## 呼称
アザンデ (Azande) とも呼ばれるが、接頭辞の「ア」が「族」の意味を持つ。そのため、「ザンデ族」または「アザンデ」と呼ぶ。

## 分布
スーダン型気候のサバンナとギニア型気候の湿林の境界線上に位置している。シャリ川上流からナイル川中流、コンゴ川中流地域に分布。

## 歴史
それぞれが独立した小王国を形成していたが17世紀末にできたクラン（アボンガラ）によって統合された。

## 産業
ツェツェバエの分布地域であるため、牧畜はしておらず、狩猟、漁撈、焼畑農業などを営む。シコクビエ、ソルガム、トウジンビエ、トウモロコシ、ササゲ、ゴマなどを伝統的に栽培していたが、19世紀末にはラッカセイ、キャッサバ、サツマイモなどが移入され、重要な耕作資源となっている。

## 言語
- ザンデ語

## 宗教
エヴァンズ＝プリチャードが研究対象としたことで知られ、呪術的な独特のまじないを宗教文化に取り入れており摩擦板の託宣や毒物の託宣などを行う。「トゥール」（Tule）と呼ばれるクモの姿をしたトリックスターが信仰されており、西アフリカのアナンシや南部アメリカのブレア・ラビットとの類似性がプリチャードによって指摘されている。